# MPS 801

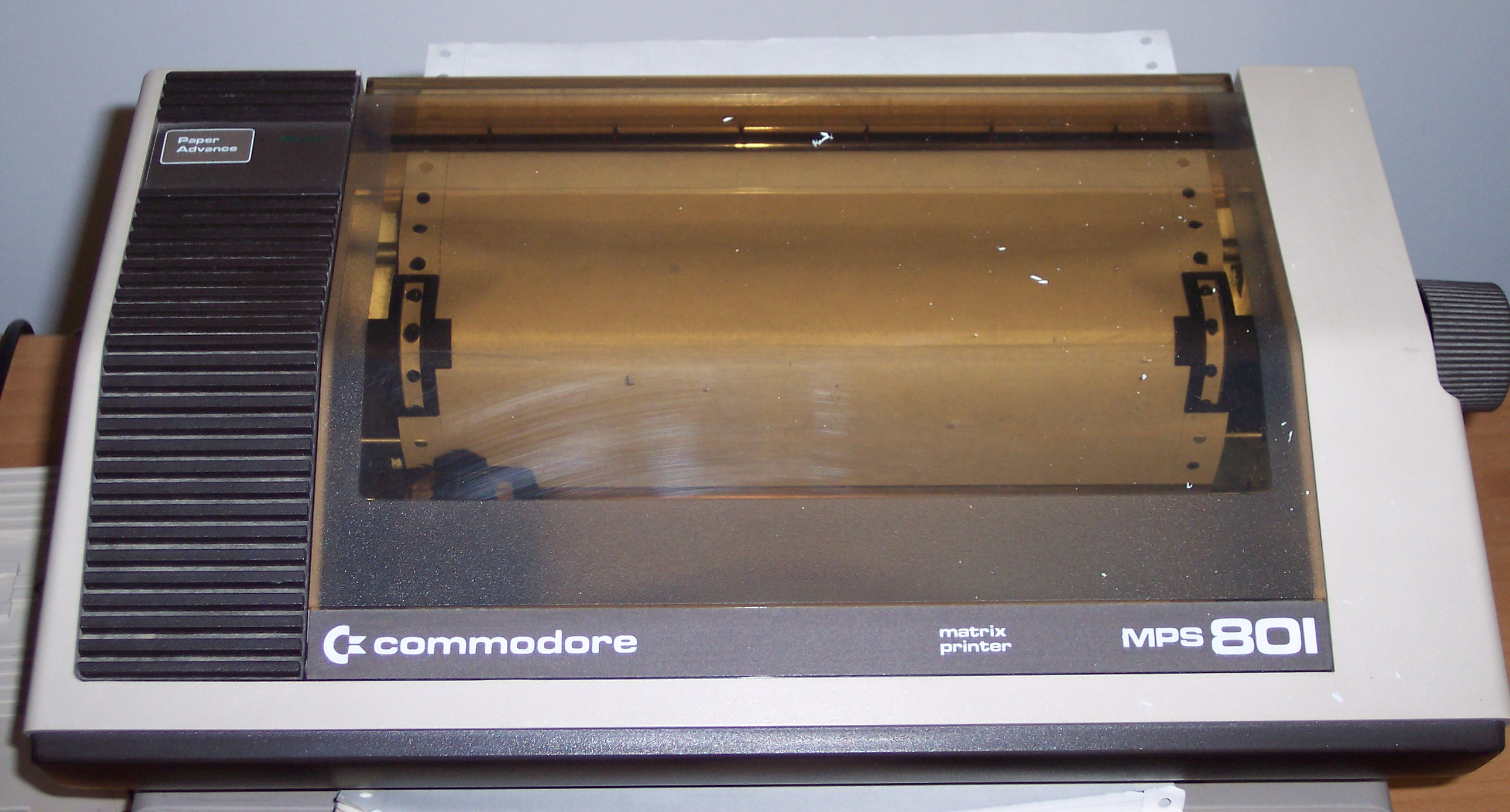
MPS 801

Der MPS 801 ist ein 7-‚Nadel‘-Matrix-Drucker der Firma Commodore, der im Jahre 1984 auf den Markt gebracht wurde. 
Das Gerät wurde nicht von Commodore selbst, sondern von der japanischen Firma Seikosha hergestellt (baugleich mit Seikosha GP 500 VC). Seikosha stellte ein baugleiches Gerät mit SIO-Schnittstelle für die Firma Atari unter der Bezeichnung Atari 1029 her. Zum Druck wurde das Unihammer-Verfahren von Seikosha verwendet. Die Schnittstelle zum Rechner war der CBM-Bus, eine proprietäre serielle Variante von IEEE-488. Der Drucker war grafikfähig, konnte also außer Text auch Grafiken drucken. Neben dem kompletten ASCII-Zeichensatz konnte er auch alle Commodore-Grafikzeichen drucken, auch Sperrschrift und Negativschrift war möglich.

## Technische Daten
Der Drucker der MPS-Serie wurde mit Endlospapier betrieben und druckte mit 7×6-Matrix bei 10 Zeichen pro Zoll und 50 Zeichen pro Sekunde. Der MPS 801 konnte daher keine Unterlängen darstellen. Mit zusätzlicher Software für den jeweiligen Rechner konnte diese Unzulänglichkeit aber behoben werden, wodurch jedoch die gedruckten Zeichen wesentlich größer wurden. Der Drucker beherrschte nur den unidirektionalen Druck, bei welchem das Druckwerk nur bei der Bewegung von links nach rechts druckt und auf dem Rückweg nur einen Wagenrücklauf vollzieht. Gerade durch den Rücklauf des Druckkopfs war die Geräuschentwicklung immens. Bedingt durch den sehr kleinen Druckpuffer von 86 Bytes musste eine durchgehende Grafikzeile von 480 Bytes in bis zu fünf „Anläufen“ gedruckt werden. Für die Bedienung war ein mechanisches Handrad an der rechten Seite des Druckers zum manuellen Papiertransport und ein Folienschalter zum schrittweisen automatischen Vorschub vorhanden.
- Druckmethode: Matrix-Druck (Unihammer-Verfahren)
- Zeichenmatrix: 6×7-Punkt-Matrix
- Zeichengröße: Höhe: 2,82 mm
- Breite: 6×7-Punkt-Matrix
- Zeilenlänge: max. 80 Spalten
- Zeilenabstand: 6 Zeilen/Zoll im Zeichenmodus, 9 Zeilen/Zoll im Grafikmodus (1 Zoll = 2,54 cm)
- Druckgeschwindigkeit: 50 Zeichen/sek.
- Druckverfahren: unidirektionaler Druck
- Papiertransport: Stachelwalzenantrieb
- Farbband-Typ: zweiteilige Kassette mit auswechselbarem Tintenfass
- Papierbreite: 4,5 bis 10 Zoll
- Kopien/Durchschläge: Original + 2 Durchschläge
- Grafik: Punktadressierbar, 7 senkrechte Punkte/Spalte, 480 Punkte horizontal
- CPU: 8039 8-Bit-Mikrocontroller, 128 Bytes RAM, 10 MHz
- 4 KB ROM (2732 EPROM)
- Stromverbrauch: 8 W Leerlauf, 25 W Druck
- Gewicht: ca. 4,8 kg
- Preis: ca. 800 Mark (Jahr 1984)

## Sonstiges
Manche Bastler haben mit einem Trick den unidirektionalen Druck des Gerätes optimiert, indem sie durch ein gespanntes Gummiband zwischen Gehäusewand und Druckkopf den Rücklauf des Druckwerks beschleunigten, oder den Drucker einfach schrägstellten.